# 月举连赤海牙
月举连赤海牙（13世纪—1304年），元朝畏兀儿人。
月举连赤海牙随从大汗蒙哥征伐南宋钓鱼山，奉命制药以治疗军人疫病。跟随满哥都征云南，讨平火都、答离的叛乱。1260年，和按竺迩率军讨平浑都海和阿蓝答儿的叛乱。1275年，为陇右河西道提刑按察使。跟随安西王忙哥剌镇压兀朗孙火石颜之乱。1278年，又与都元帅伯速带在六盘山平定贵由汗的孙子秃鲁之乱。1280年，为嘉议大夫，1283年，因功官至中奉大夫、四川等处行中书省参知政事。因病回到秦州，1304年，病逝。至顺年间，追封威宁郡公，谥襄靖。

## 延伸阅读
[在维基数据编辑]
 《元史/卷135》，出自宋濂《元史》
 《新元史/卷154》，出自柯劭忞《新元史》